# Orco
El riu Orco (en piemontès Eva d'òr que significa 'aigua d'or') és un riu del nord-oest d'Itàlia, afluent del riu Po. Neix a la muntanya de Gran Paradiso i després d'un curs d'uns 90 km arriba al Po vora de Chivasso, a la ciutat metropolitana de Torí. La seva conca té el complex hidroelèctric més important del Piemont, format per sis grans preses (Agnel, Serrù, Ceresole Reale, Teleccio, Piantonetto, Valsoera), molts embassaments més petits i nombroses turbines i centrals elèctriques.
El seu nom antic en llatí era Orgus flumen, segons diu Plini el Vell, i ja era conegut per les seves arenes auríferes. Actualment, encara hi extreuen or alguns aficionats.